# Heradion pernix
Heradion pernix är en spindelart som beskrevs av Pakawin Dankittipakul och Rudy Jocqué 2004. Heradion pernix ingår i släktet Heradion och familjen Zodariidae. Inga underarter finns listade i Catalogue of Life.